# Günther Oettinger
Günther Oettinger (* 15. října 1953, Stuttgart, Německo) je německý a evropský politik, člen CDU. Od 1. ledna 2017 je komisařem pro rozpočet a lidské zdroje. Od 1. listopadu 2014 byl komisařem pro digitální ekonomiku a společnost Evropské komise vedené Jean-Claudem Junckerem, 31. prosince 2016 převzal portfolio rozpočet a lidské zdroje, které měla do té doby na starosti Kristalina Georgieva, která na svůj post k tomuto dni rezignovala.
Předtím byl od 8. února 2010 komisařem pro energetiku Evropské komise vedené Josém Barrosem. V letech 2005—2010 byl premiérem spolkové země Bádensko-Württembersko; spolurozhodoval tehdy o kontroverzním železničním projektu Stuttgart 21, který od roku 2010 vzbuzuje kontroverze a protesty odpůrců.